# N-234 (Spanje)
De N-234 is een weg in Spanje. Het verbindt Sagunto met Burgos.
De weg begint 9 km ten zuiden van Burgos bij de Autovía A-1. Hij voert zuidoostwaarts door de Sierra de las Mamblas, over de Mazariegos (1060 m) en langs de Muela (1374 m). Het gaat verder door de bergen richting Soria over de Puerto Mojón Pardo (1234 m) met het Reserva Nacional de Urbión en de berg Sierra Urbión (2229 m) in het noorden. Deze berg is tevens de bron van de rivier Rio Duero.
Bij Soria kruist de weg de N-111 en de N-122. De weg gaat verder richting het zuidoosten door de Sierra de la Virgen en over de Puerto Bigornia (1100 m). Bij Calatayud is een aansluiting met de Autovía A-2. De weg volgt de rivier Rio Jiloca naar Daroca en de aansluiting met de N-330 en gaat daarbij nog over de Puerto de Villafeliche (860 m).
Het gaat verder langs de vallei van de rivier Rio Jiloca alwaar de weg is opgewaardeerd tot Autovía A-23. Hij wordt ook nog gekruist door de N-211. Over de Alto de Cella (1013 m) gaat de weg en voert daarna door Teruel. Hier takt de N-330 af richting het zuiden.
De weg gaat over de Puerto de Escandón (1242 m) en de Sierra de Camarena. Tussen de Sierras d'Espadá en de del Javalambre komt de weg aan bij de kustplaats Sagunto en de Autopista AP-7.